# Natta horizontalis
Natta horizontalis är en spindelart som beskrevs av Karsch 1879. Natta horizontalis ingår i släktet Natta och familjen hoppspindlar. Inga underarter finns listade i Catalogue of Life.